# Max Thieriot
Maximillion Drake Thieriot, född 14 oktober 1988 i Los Altos Hills i  Kalifornien, är en amerikansk skådespelare och regissör. Han har synts i Hollywoodfilmer som Jumper (2008), My Soul to Take (2010), House at the End of the Street (2012), Disconnect (2012) och Point Break (2015). Han är även känd för sin roll som Dylan Massett i tv-serien Bates Motel.

## Filmografi

### Filmer
- 2004 – Catch That Kid
- 2005 – The Pacifier
- 2007 – Nancy Drew
- 2007 – The Astronaut Farmer
- 2008 – Jumper
- 2010 – Chloe
- 2010 – My Soul to Take
- 2011 – The Family Tree
- 2011 – Foreverland
- 2012 – Yellow
- 2012 – Disconnect
- 2012 – House at the end of the street
- 2015 – Point Break

### Serier
- 2013–2017 – Bates Motel
- 2017–nu – SEAL Team